# Pleak village. Utah
Pleak village je [[{{{tip}}}]] u američkoj saveznoj državi Teksas. Prema popisu stanovništva iz 2010. u njemu je živjelo 1.044 stanovnika.